# Nuevas Aventuras de Robinson Crusoe
Nuevas Aventuras de Robinson Crusoe es una novela de Daniel Defoe, publicada por primera vez en 1719. Al igual que su más popular predecesor, Robinson Crusoe (1719), la primera edición acredita al protagonista ficticio de la obra, Robinson Crusoe, como autor. Fue publicado bajo el título original, considerablemente más largo: “The Farther Adventures of Robinson Crusoe; Being the Second and Last Part of His Life, And of the Strange Surprising Accounts of his Travels Round three Parts of the Globe.” Aunque pretendía ser el último cuento de Crusoe, la novela es seguida por un libro de no ficción titulado “Serious Reflections During the Life and Surprising Adventures of Robinson Crusoe: With his Vision of the Angelick World” (1720).
Se especula que la historia se basa parcialmente en el secretario de la embajada en Moscú Adam Brand y su detallada descripción de su viaje de Moscú a Pekín de 1693 a 1695.

## Resumen
El libro comienza con una declaración sobre el matrimonio de Crusoe en Inglaterra. Allí, compró una pequeña granja en Bedford y tuvo tres hijos: dos niños y una niña. Nuestro héroe sufrió depresión por el deseo de ver "su isla"; no podía hablar de otra cosa, y no podía aguantar que nadie tomara en serio sus historias, excepto su esposa. Ella, entre lágrimas, prometió acompañarle, pero la Providencia le sorprendió con la pérdida de su esposa.
A principios de 1693, Crusoe hizo su sobrino el comandante de un barco. En enero de 1694, Crusoe y Viernes llegaron a la isla vía Irlanda.  Descubrieron que los hombres a los que Robinson dejó en la isla una década atrás habían tenido problemas, pero se unieron tras un intento de invasión por parte de los caníbales. Crusoe intenta consolidar el liderazgo en la isla y mantener la civilidad, dejando materiales necesarios, creando una suerte de sistema legal basado en el honor y obligando a las parejas que cohabitaban a casarse. En su camino de vuelta, Viernes es asesinado de tres flechazos mientras intentaba negociar con unos caníbales.

### Aventuras en Madagascar
Después de haber enterrado a Viernes en el océano, esa misma noche zarparon hacia Brasil. Permanecieron allí durante un largo período de tiempo, y luego se dirigieron directamente al Cabo de Buena Esperanza. Aterrizaron en Madagascar, donde sus nueve hombres fueron perseguidos por trescientos nativos, porque uno de sus marineros se había llevado a una joven nativa entre los árboles. Los nativos colgaron a esta persona, así que la tripulación masacró a 32 personas y quemó las casas del pueblo nativo. Crusoe se opuso a todo esto, por lo que fue abandonado, y se instaló en la Bahía de Bengala durante mucho tiempo.

### Viajes por el sureste de Asia y China
Finalmente, compró un barco que más tarde resultó ser robado. Por lo tanto, se dirigieron al río de Camboya y Cochinchina o a la Bahía de Tonquin, hasta que llegaron a la latitud de 22 grados y 30 minutos, y anclaron en la isla de Formosa (Taiwán). Luego llegaron a la costa de China. Visitaron Nanking cerca del río Kilam, y navegaron hacia el sur hasta un puerto llamado Quinchang. Un viejo piloto portugués les sugirió que fueran a Ningpo por la desembocadura de un río. Este Ningpo era un canal que pasaba por el corazón de ese vasto imperio de China, cruzaba todos los ríos y algunas colinas con la ayuda de esclusas y compuertas, y subía hasta Pekín, con una longitud de casi 270 leguas. Así lo hicieron, y fue a principios de febrero, en el calendario antiguo, cuando salieron de Pekín.
Luego viajaron por los siguientes lugares: Changu, Naum (o Naun, una ciudad fortificada), Argun(a) en la frontera entre China y Rusia (13 de abril de 1703).

### Viajes en Siberia
Argun fue la primera ciudad en la frontera rusa; luego pasaron por Nertzinskoi (Nerchinsk), Plotbus, tocaron un lago llamado Schaks Ozer, Jerawena, el río Udda, Yeniseysk, y Tobolsk (desde septiembre de 1703 hasta principios de junio de 1704). Llegaron a Europa alrededor del nacimiento del río Wirtska, al sur del río Petrou, en un pueblo llamado Kermazinskoy cerca de Soloy Kamskoy (Solikamsk). Pasaron por un pequeño río llamado Kirtza, cerca de Ozomoys (o Gzomoys), llegaron a Veuslima (?) en el río Witzogda (Vychegda), que desemboca en el Dwina, luego se quedaron en Lawrenskoy (3-7 de julio de 1704; posiblemente Yarensk, conocido como Yerenskoy Gorodok en ese momento). Finalmente Crusoe llegó a la ciudad portuaria de White Sea Arch-Angel (Archangelsk) el 18 de agosto, y navegó hasta Hamburgo (18 de septiembre) y La Haya. Llegó a Londres el 10 de enero de 1705, habiendo estado fuera de Inglaterra diez años y nueve meses.